# Marble Cliff (Ohio)
Pour l’article homonyme, voir Marble Cliff.
Marble Cliff est un village américain situé dans le comté de Franklin, dans l'Ohio. Selon le recensement de 2020, sa population est de 634 habitants.